# Rhabdocline
Rhabdocline — рід грибів родини Hemiphacidiaceae. Назва вперше опублікована 1922 року.

## Класифікація
Згідно з базою MycoBank до роду Rhabdocline відносять 7 офіційно визнаних видів:
- Rhabdocline epiphylla
- Rhabdocline laricis
- Rhabdocline oblonga
- Rhabdocline obovata
- Rhabdocline parkeri
- Rhabdocline pseudotsugae
- Rhabdocline weirii